# Rishabha

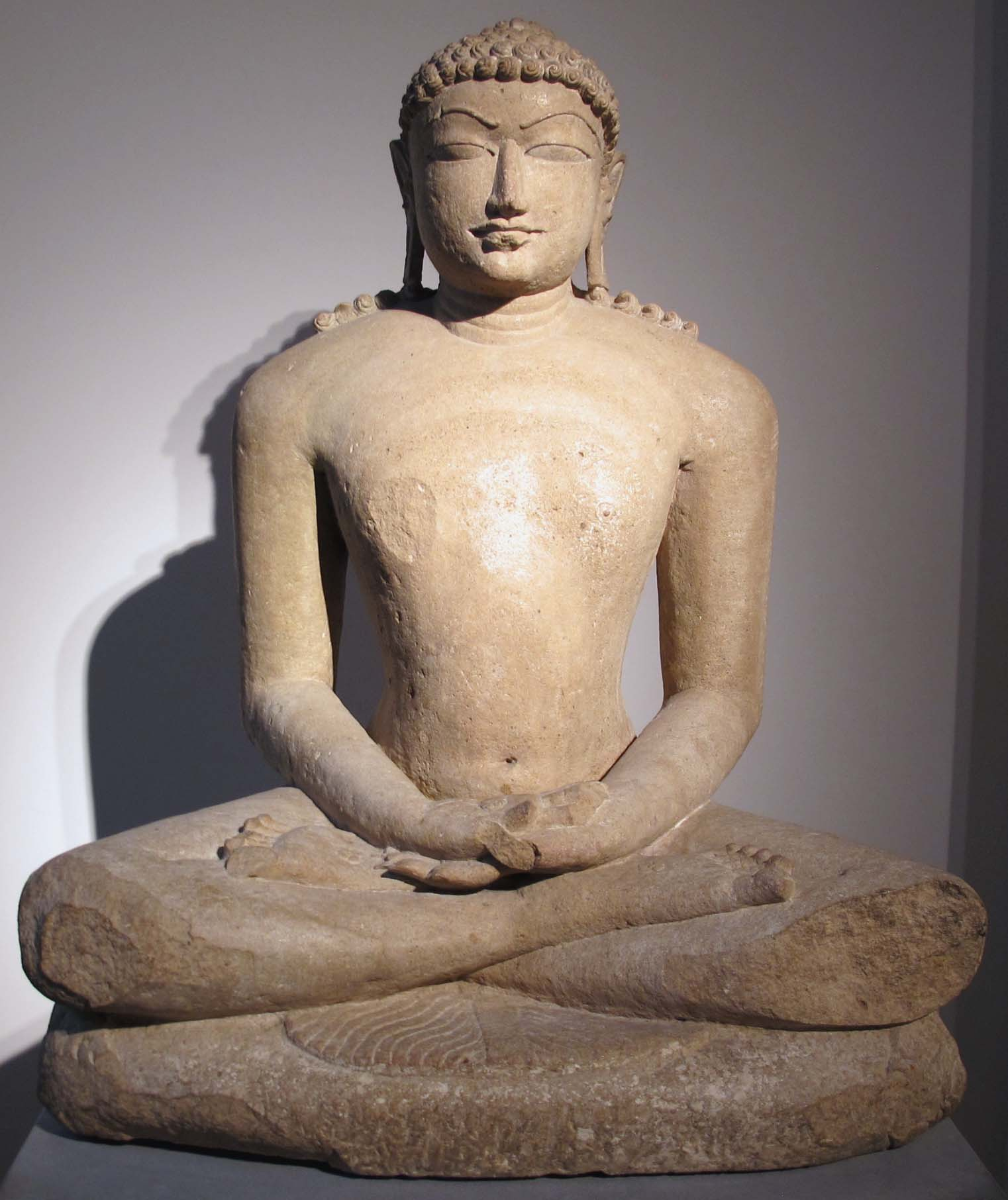
Tirthankara Rishabha, 10e-11e eeuw, Madhya Pradesh, India

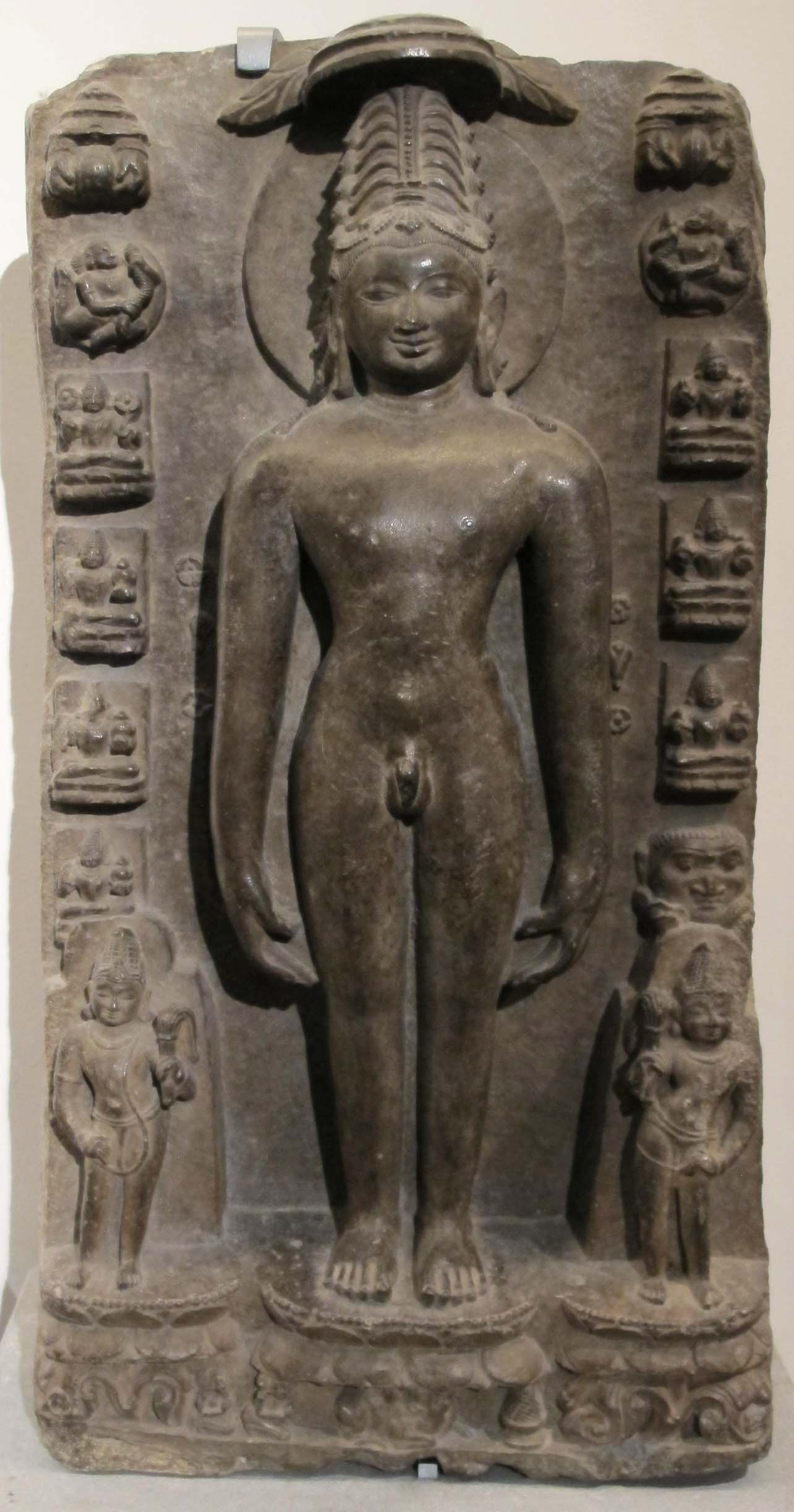
Tirthankara Rishabha, 11e-12e eeuw, Orissa, India

Rishabha (rshabhanatha, stier, nabheya, zoon van Nabhi, prathamaraja, eerste koning, adinatha, eerste heer) was de eerste tirthankara of jina (overwinnaar) van het jaïnisme. Er zijn vierentwintig tirthankara's bekend en Mahavira uit de 6e eeuw v. Chr., een tijdgenoot van Gautama Boeddha, was de laatste.

## Legende
Rishabha was de zoon van Nabhiraja, de laatste kulankara en kleinzoon van Adimanu, de oorspronkelijke, eerste manu, waaruit alle andere manu's zijn voortgekomen. Manu's beginnen en beëindigen cyclussen van ontwikkeling, manvantara's. Rishabha's moeder was koningin Marudevi. Rishabha leefde volgens de jaina's meer dan 6,5 miljoen jaar geleden. Hij trouwde twee prachtige meisjes en kreeg bij Sumangala 99 zonen en een dochter Brahmi en bij Sunanda de zoon Bahubali en dochter Sundari. De oudste zoon was Bharata (India). Rishabha werd de eerste koning met politieke autoriteit en Ayodhya was zijn hoofdstad. Rishabha formuleerde een strafwetgeving en regelde voedselvoorziening, onderdak en bescherming voor zijn volk. Hij besteedde veel aandacht aan educatie. Hij introduceerde het onderwijs en leerde aan mannen tweeënzeventig kunsten en aan vrouwen vierenzestig. De eerste kunst was schrijven, de belangrijkste was getallenleer (Ank-Vidya) en rekenen. Ook introduceerde hij honderd ambachten en zes beroepen. Hij onderwees het allereerste alfabet uit de geschiedenis. Hij beschreef het Indische kastenstelsel van kshatriya's (krijgers), vaishya's (handelaars) en shudra's (dienaars). Deze kastenindeling werd niet door geboorte bepaald en de brahmaanse kaste (priesters) ontstond pas later. Voor het eerst in de geschiedenis werden kunsten en wetenschappen geleerd. Rishabha regeerde rechtvaardig en liefdadig.
Maar Rishabha wilde ook werken aan de spirituele vervolmaking van de mensen. Daartoe diende hij eerst zichzelf te trainen en hij besloot van alle aardse dingen afstand te doen. Hij ging het leven van een shramana (monnik) leiden. Onder een asokaboom legde hij de eed van volkomen wereldverzaking af. Hij had 4000 volgelingen, maar niemand hield de ontberingen vol. Uit de scholen die zij zelf begonnen ontstonden de 363 religies die de wereld sindsdien rijk is. De dieperliggende betekenis daarachter is dat er voor de hele mensheid ooit één universele of esoterische religie heeft bestaan en nog bestaat. Een van Rishabha's volgelingen was Marici, die eonen later als tirthankara Mahavira werd geboren. Rishabha zwierf rond en in de stad Gajapura aanvaardde hij van een prins het sap van geperst suikerriet. Later ging hij onder een boom zitten en werd een met zijn hoogste Zelf. Hij was nu een verlichte, een jina (overwinnaar van alle hartstochten). De Adi Purana van Jinasena gaat over Rishabha's leven. In de 5e eeuw werd zijn leven in de Kalpasutra beschreven door Bhadrabahu Svami, de leraar van keizer Chandragupta Maurya. Daarin staat dat Rishabha duizend jaar de zorg voor zijn lichaam opgaf en daarna duizend jaar in meditatie over het zelf op het pad naar bevrijding doorbracht. Toen werd hij in het park Sakatamukha onder een nyagrodhaboom (Banyanboom) meester van de alomvattende kennis en wijsheid. Toen besloot hij alle levende wezens naar het geestelijke pad te leiden. Hij vestigde vier orden: die van de mannelijke sramana's (monniken) en vrouwelijke sramani's (nonnen) en sravaka's (mannelijke en vrouwelijke leken). Ten slotte verliet Rishabha de wereld in aanwezigheid van 10.000 monniken, gezeten op de top van de berg Ashtapada (Kailash, Meru).